# Abbazia di San Lorenzo di Monluè
L'Abbazia di San Lorenzo di Monluè è una chiesa che si trova a Monluè, quartiere di Milano appartenente al Municipio 4 in precedenza parte dei Corpi Santi: è situata all'interno del parco di Monluè.

## Storia
La chiesa è stata costruita dagli Umiliati che risiedevano a Brera intorno al 1267 e seguiva il loro solito stile: una cascina con tutto ciò che serviva per vivere di agricoltura, compreso un mulino, mantenuto fino ai giorni nostri.
Nel 1584 l'ordine degli Umiliati viene sciolto e, di conseguenza, la chiesa diventa parrocchiale: nello stesso tempo viene ristrutturata e modificata per le nuove esigenze e, nel secolo XVIII, ha quattro cappelle. Tra il 1875 e il 1877 viene effettuato un nuovo restauro, sotto la guida dell'architetto Allemanini.

## Architettura
La chiesa, in stile romanico lombardo, ha una sola navata di forma rettangolare e a nord si trova il campanile: l'altare maggiore, opera di Luigi Sala da Morsenchio, ha davanti un ampliamento in legno, che permette di utilizzare una tavola eucaristica adatta ai principi del Concilio Vaticano II.
Dalla navata si accede a due cappelle, una dedicata, si pensa, a Sant'Antonio abate e l'altra alla Madonna col Bambino: a sinistra si accede a una sezione separata con il battistero e una statua del Gesù Bambino.
La facciata ricorda quella della chiesa madre di Santa Maria di Brera.